# هراس (اسم)
هراس هو اسم علم مذكر من أصل عربي، ومعناه هو الأسد الشديد الكسر، والذي يهرس عظام خصمه.

## الأصل اللغوي
اسم علم مذكر عربي، بصيغة المبالغة.
معناه: الأسد الشديد الكسر، الذي يدقّ عظام خصمه، الكثير الأكل. والهرّاس: صانع الهريسة.
اصل اسم هَرّاس: عربي

## وصلات خارجية
- موسوعة السلطان قابوس لأسماء العرب